# Мукин, Владимир Владимирович
Владимир Владимирович Мукин (1919 — ?) — советский инженер, участник ядерной программы, лауреат Сталинской премии.

## Биография
Родился 25 января 1919 г. в г. Торопец Тверской губернии.
Участник войны с 1941 по 1945 г., служил в войсках ПВО в зенитно-прожекторной части на Ленинградском, Северо-Западном и Юго-Западном фронтах.
Химкомбинат «Маяк» (Челябинск-40): и. о. начальника, начальник службы КИП с 10.11.1950 по 26.05.1958.
Прибыл в Мелекесс в июне 1958 г. вместе с группой специалистов .
В январе 1959 года назначен начальником только что созданного ЦС КИПа (НИИАР) (Центральная служба Контрольно Измерительные Приборы и Автоматика) п/я 30.
С 5 июля 1979 года на пенсии.

## Награды и звания
- Сталинская премия 1-й степени 1953 г. — за пуск и освоение ядерного реактора.
- Орден Отечественной войны II степени;
- Орден Красной Звезды;
- Медаль «За оборону Ленинграда»;
- Медаль «За победу над Германией».